# Уотсънвил (Калифорния)
Уотсънвил (на английски: Watsonville) е град в окръг Санта Круз, щата Калифорния. Уотсънвил е с население от 44 265 жители (2000), а общата му площ е 16,70 км² (6,40 мили²).